# Флиндърс Питри
Уилям Матю Флиндърс Питри (на английски: William Matthew Flinders Petrie; 1853 – 1942), известен като Флиндърс Питри, е британски египтолог и археолог.
Известен е с това, че е разработил система за датиране на археологически слоеве, базирана на керамика, поставяйки основата на съвременната методология на археологическите изследвания. Той е първият ръководител на катедра по египтология във Великобритания. Извършва разкопки в много обекти на Древен Египет.

## Биография
Флиндърс Питри е роден в Лондон, Англия на 3 юни 1853 г. Той е внук на капитан Матю Флиндърс (британски картограф, пръв обиколил Австралия на кораб и определил, че това е континент).
Започва кариерата си на 19–годишна възраст с изучаването на мегалитния комплекс Стоунхендж, на който посвещава публикация от 1880 г. През същата година заминава на първото си пътуване до Египет с цел е да измерва и изготвя планове за пирамидите. Прекарва 2 години, измервайки внимателно пирамидите в Гиза, след което веднага публикува резултатите от своята работа, като започва практиката на незабавно публикуване след приключване на теренната работа, която той следва през целия си живот (което го отличава от повечето археолози). Тогава той започва системно да копае и описва различните египетски центрове, за които успял да получи разрешение. Дълги години работи без финансова подкрепа, разчитайки само на малкия си семеен доход. Британският фонд за проучване (Египетски фонд за проучване) гледа с недоверие към него, тъй като Питри няма висше образование. Междувременно той е първият учен, който започва да съхранява, и да описва внимателно всеки открит артефакт, като настоява, че всеки фрагмент е значимо археологическо доказателство.
Питри се прочува със своята непретенциозност, от начало живее в празна гробница близо до пирамидите, а по-късно, когато разполага с работници, експедицията му била разположена в група от палатки.
Той започва с археологически разкопки в делтата на Нил (Танис, Навкратис и др.) и до 1926 г. продължава да работи в Египет, където изследва гробниците на Абидос, Ахетатон (Амарна), Накада, Синай, Теван и паметния храм на фараона Мернептах, от където е една от най-големите му известни находки – стелата на Мернептах (най-ранният египетски източник който е споменат в Израел).
През 1890 г. е единственото му отсъствие при разкопките му в Египет, тогава той работи шест седмици в Тел ал Хеси (разположен югозападно от съвременния израелски град Кирият Гат). Това са първите големи археологически разкопки в Палестина, в хода на тази работа Питри за първи път установява съответствие между еволюцията на керамиката и археологическите пластове. Той осъзнава, че керамиката и стратиграфията са от голямо значение за установяване на хронологията и по този начин се определят двата основни принципа на съвременната археология.
През 1912/13 г. провежда разкопки в Таркан, намиращ се на около 50 километра южно от столицата Кайро, там е намерена най-старата известна до този момент дреха в света, на повече от 5000 години.
През 1926 г. се завръща на работа в Палестина и прекарва остатъка от живота си там. Спира провеждането на редовни разкопки едва през 1935 г., на 82 годишна възраст.